# Миле Неделкоски
Миле Неделкоски (Прилеп, 25. новембар 1935 — Скопље, 21. јун 2020) био је македонски писац који пише песме, приповетке, романе, драме, сценарија и есеје.

## Биографија
Миле Неделкоски је рођен 25. новембра 1935. године у Прилепу. Био је уредник издавачке куће Култура, и од 1963. године је члан Друштва писаца Македоније (ДПМ). Аутор је 12 дела из поезије, 17 дела прозе, 2 есеја и 2 драме које имају поставку на сцени Драмског театра у Скопљу. Добитник је награда „Браћа Миладиновци“, „Рациново признање“ и међународне награде „Димитар Талев“.

## ФилмПодгревање јучерашњег ручка
По његовом роману „Подгревање јучерашњег ручка“ снимљен је 2002. године истоимени бугарски филм у бугарско-македонској продукцији. У једном делу филма, приказује се сцена из 1934. године где српски учитељ туче штапом до крви „бугарску“ девојчицу Катерину у школи, јер не зна да напише на српском „ја сам мало Српче“, што је он тражио. Он прво вређа њеног деду „Бугарина“ што ју је научио да пише на „бугарском“ и њену породицу, а затим је крвнички удара штапом по прстима.